# Ivey
Ivey – miasto w Stanach Zjednoczonych, w stanie Georgia, w hrabstwie Wilkinson.